# Helga Feddersen
Helga Feddersen (Hambourg, 14 mars 1930 - Hambourg, 24 novembre 1990) est une actrice, comédienne, chanteuse, scénariste et metteuse en scène allemande. 

## Filmographie
- 1959 : Les Buddenbrook
- 1981 : Lola, une femme allemande